# Lopucha
Lopucha je komická opera („hudební veselohra“) o jednom jednání českého skladatele Josefa Bartovského na libreto, které skladatel upravil a přeložil podle stejnojmenné komické aktovky chorvatského spisovatele Milana Begoviće. (Podle Jana Branbergera byla složena původně na text srbochorvatský.)
Lopuchu napsal Bartovský roku 1940, přičemž již o dva roky dříve napsal jinou hudební veselohru o jednom dějství rovněž podle předlohy Milana Begoviće, totiž operu Neteř biskupova. Zatímco však Neteř biskupovu uvedlo po skončení druhé světové války roku 1946 plzeňské divadlo, Lopucha zůstala neprovedena.

## Osoby
| osoba                  | hlasový obor |
| ---------------------- | ------------ |
| Marko, sedlák          | bas          |
| Boja, jeho žena        | alt          |
| Maša, jejich schovanka | soprán       |
| Joca, selský synek     | baryton      |
| Aćim, pastýř           | tenor        |

## Děj opery
Na statku sedláka Marka ve vesnici Zagora slouží krásné osiřelé děvče Maša. Je svatojánský podvečer a její milý Joca, chlapec ze vsi, ji přichází pozvat na kopec k ohňům. Dává jí též drobný dárek z lásky. Maša mu přislibuje, že ho doprovodí.
Ale nejen Jopca o ni jeví zájem, i záletník Marko, přestože je ženat, na ni má laskominy a věří, že by u ní pochodil. Aby ji však na statku sobě nablízku udržel, pojal úmysl ji vmanévrovat do sňatku se slaboduchým a jednookým pastýřem Aćimem. nyní tedy využívá nepřítomnosti své ženy Boji a láká Mašu na dostaveníčko na seník. Maša na jeho nabídku naoko přistupuje a slibuje, že na něho bude na seníku čekat. Jenže Markův plán je ještě záludnější: poslat za sebe na seník Aćima. Sám hospodář odchází do krčmy.
Zatím se vrací Boja. byla u staré vědmy Lucy, a ta jí z rozpáleného olova vyvěštila, že ji její manžel podvádí. Maša toto hádání potvrzuje a vypráví Boji, jak ji Marko zval na seník. Radí hospodyni, aby manžela nachytala a šla na místo schůzky sama. Boja zamyšleně přisvědčuje a odchází.
Po chvíli se Marko vrací z krčmy s pocitem uspokojení, že se jeho důmyslná intrika osvědčila. S překvapením nachází Mašu ve světnici a ještě s větším údivem se dozvídá, že na seníku je jeho žena Boja. Aćim odtamtud právě přichází, rozzářen zážitkem ze seníku. I on je zaskočen tím, že nalézá Mašu zde, Aby chránila čest své paní i zdrceného Marka, tvrdí mu Maša, že na místě našel babu Lucu. Přicházející Boja se v nastalé situaci ihned orientuje a Mašina slova potvrzuje: protože prý věděla, že Marko je v krčmě, a tedy nemůže přijít na seník sám, poslala tam pro jistotu babu Lucu. Zklamaný Aćim je terčem posměchu ostatních.
Za okny je vidět planoucí ohně a slyšet Jocu, jak volá Mašu ven. Ani Marko už po dnešní příhodě nemá proti jejich známosti námitky.